# Peter Sloterdijk
Peter Sloterdijk (Karlsruhe, 26 de Junho de 1947) é um filósofo fenomenólogo alemão considerado um dos grandes renovadores da filosofia contemporânea. Além da filosofia, ele estudou filologia germânica e história.

## Biografia
De 1968 a 1974, Sloterdijk estudou filosofia, história e literatura alemã na Universidade de Munique. Em 1975, defendeu uma tese sobre filosofia e história da autobiografia na Universidade de Hamburgo. Subsequentemente, Sloterdijk iniciou com sucesso uma carreira de escritor e, a partir de 1992, adicionou cursos às universidades de Viena e Karlsruhe.
Seu primeiro ensaio filosófico, Crítica da Razão Cínica (Kritik der Vernunft zynischen), publicado em 1983, bateu o recorde de vendas de um livro de filosofia escrito em alemão e foi traduzido para trinta e dois outros idiomas. O livro foi saudado por Jürgen Habermas, que considera o "mais importante evento desde 1945". Sloterdijk recebeu o prêmio literário Ernst-Robert Curtius em 1993 e aumentara sua fama ensinando, entre outros, em Paris, Zurique e Nova Iorque.
Desde 1998, Sloterdijk começou sua trilogia denominada Esferas que fez dele uma figura reconhecida no mundo das letras germânicas.  
Em setembro de 1999, Sloterdijk publicou uma palestra intitulada "Regras para o Parque Humano: uma carta em resposta à Carta de Heidegger sobre o Humanismo" no semanário Die Zeit, que deu origem a uma polêmica. O filósofo propôs uma reflexão sobre o humanismo, a genética e os problemas colocados pelo que ele chama de "domesticação do ser humano". O uso da palavra "Selektion" (muito carregado de conotações na Alemanha desde o nazismo) em seu texto foi severamente criticado por Jürgen Habermas. O termo foi usado duas vezes na conferência, no contexto de "seleção nativa”. 
A polêmica também continuou na França, onde Sloterdijk - que se expressa perfeitamente em francês - recebeu o apoio de seu tradutor Olivier Mannoni, Bruno Latour, Eric Alliez, Jean Baudrillard e Régis Debray.

## Obras do Autor

### Livros publicados em inglês
- Crítica da Razão Cínica, 1988. ISBN 0-8166-1586-1
- Thinker on Stage: Nietzsche's Materialism, tradução por Jamie Owen Daniel; prefácio por Jochen Schulte-Sasse, Minneapolis, University of Minnesota Press, 1989. ISBN 0-8166-1765-1
- Theory of the Post-War Periods: Observations on Franco-German relations since 1945, tradução por Robert Payne; prefácio por Klaus-Dieter Müller, Springer, 2008. ISBN 3-211-79913-3
- Terror from the Air, tradução por Amy Patton, Los Angeles, Semiotext(e), 2009. ISBN 1-58435-072-5
- God's Zeal: The Battle of the Three Monotheisms, Polity Pr., 2009. ISBN 978-0-7456-4507-0
- Derrida, an Egyptian, Polity Pr., 2009. ISBN 0-7456-4639-5
- Rage and Time, tradução por Mario Wenning, New York, Columbia University Press, 2010. ISBN 978-0-231-14522-0
- Neither Sun nor Death, tradução por Steven Corcoran, Semiotext(e), 2011. ISBN 978-1-58435-091-0 – Sloterdijk answers questions posed by German writer Hans-Jürgen Heinrichs, commenting on such issues as technological mutation, development media, communication technologies, and his own intellectual itinerary.
- Bubbles: Spheres Volume I: Microspherology, tradução por Wieland Hoban, Los Angeles, Semiotext(e), 2011. ISBN 1-58435-104-7
- The Art of Philosophy: Wisdom as a Practice, tradução por Karen Margolis, New York, Columbia University Press, 2012. ISBN 978-0-231-15870-1
- You Must Change Your Life, tradução por Wieland Hoban, Cambridge, Polity Press, 2013. ISBN 978-0-7456-4921-4
- In the World Interior of Capital: Towards a Philosophical Theory of Globalization, tradução por Wieland Hoban, Cambridge, Polity Press, 2013. ISBN 978-0-7456-4769-2
- Nietzsche Apostle, (Semiotext(e)/Intervention Series), tradução por Steve Corcoran, Los Angeles, Semiotext(e), 2013. ISBN 978-1-58435-099-6
- Globes: Spheres Volume II: Macrospherology, tradução por Wieland Hoban, Los Angeles, Semiotext(e), 2014. ISBN 1-58435-160-8
- Foams: Spheres Volume III: Plural Spherology, tradução por Wieland Hoban, Los Angeles, Semiotext(e), 2016. ISBN 1-58435-187-X
- Not Saved: Essays after Heidegger, tradução por Ian Alexander Moore e Christopher Turner, Cambridge, Polity Press, 2016.
- What Happened in the 20th Century?, tradução por Christopher Turner, Cambridge, Polity Press, 2018.
- After God, tradução por Ian Alexander Moore, Cambridge, Polity Press, 2020. ISBN 1509533508

### Livros publicados em português
- Regras para o parque humano: levanta o debate sobre o destino do ser humano na época da bioengenharia. O texto foi razão da eclosão de uma das maiores polêmicas político-filosóficas na Europa nos últimos anos.

- O Desprezo das massas: o fenômeno "luta cultural" em si é o conflito no qual se depara a legitimidade e a origem das diferenças. Discute-se como a metafísica religiosa é intranquilizada pela pergunta sobre de onde provém o Mal e, da mesma forma, como a sociedade secular se defronta com a questão de como deve alimentar suas diferenças (alteridade).

- No mesmo barco - Ensaio Sobre a Hiperpolitica: ensaio sobre os delírios da política, do paleolítico até hoje. Ao tratar de mais de 4 mil anos de História, Sloterdijk pode distanciar seu olhar à medida que mergulha nas grandes civilizações da antiguidade, o que lhe permite apreender alguns vícios fundamentais de nossa época com perspicácia e originalidade.

- Se a Europa despertar: neste ensaio, Sloterdijk se pergunta se a Europa dilacerada de 1945 poderia ser vista como metáfora de um império moderno e esclarecido. Os desenvolvimentos políticos recentes, inclusive a derrapagem violenta da política externa norte-americana, já haviam sido previstas pelo filósofo alemão.

- Ira e tempo: o autor reinterpreta o conceito de ira à luz do pensamento ocidental do século XXI. Para Sloterdijk, no lugar de válvula de escape para desejos não realizados, a ira passa a ter valor histórico, sobretudo na construção de um equilíbrio político. No caminho percorrido pelo filósofo conclui-se que é preciso exercitar este equilíbrio sem se esquivar das lutas necessárias e, ao mesmo tempo, não provocar nenhuma luta supérflua. Entre outras coisas, Sloterdijk mostra que reprimir a ira dita produtiva pode gerar efeitos paralisantes.

- O sol e a morte: investigações dialógicas: Em forma de diálogo, Peter Sloterdijk reata com o estilo incisivo e a simplicidade das ideias que caracterizam o seu Ensaio Sobre a Intoxicação Involuntária. Revela as motivações existenciais e metafísicas da sua investigação, explica as grandes controvérsias em que esteve envolvido e comenta os principais temas dos seus livros, designadamente de Esferas. Sloterdijk considera que é tempo de abandonar uma filosofia racional e petrificada por um pensamento em movimento, impregnado da antropologia, da poesia e da arte.

- Crítica da razão cínica: escrita em 1983, edição em português no prelo.

## Premiações e Honrarias
- 1993: Ernst Robert Curtius Prize
- 2000: Friedrich Märker Prize
- 2001: Christian Kellerer Prize
- 2005: Business Book Award for the Financial Times Deutschland
- 2005: Sigmund Freud Prize
- 2005: Austrian Decoration for Science and Art[5]
- 2006: Commander of the Ordre des Arts et des Lettres
- 2008: Lessing Prize for Criticism
- 2008: Cicero Prize
- 2008: International Mendelssohn Prize in Leipzig (category Social Responsibility)
- 2009: BDA award for architectural criticism
- 2013: Ludwig-Börne-Prize